# 480-km-Rennen von Suzuka 1990

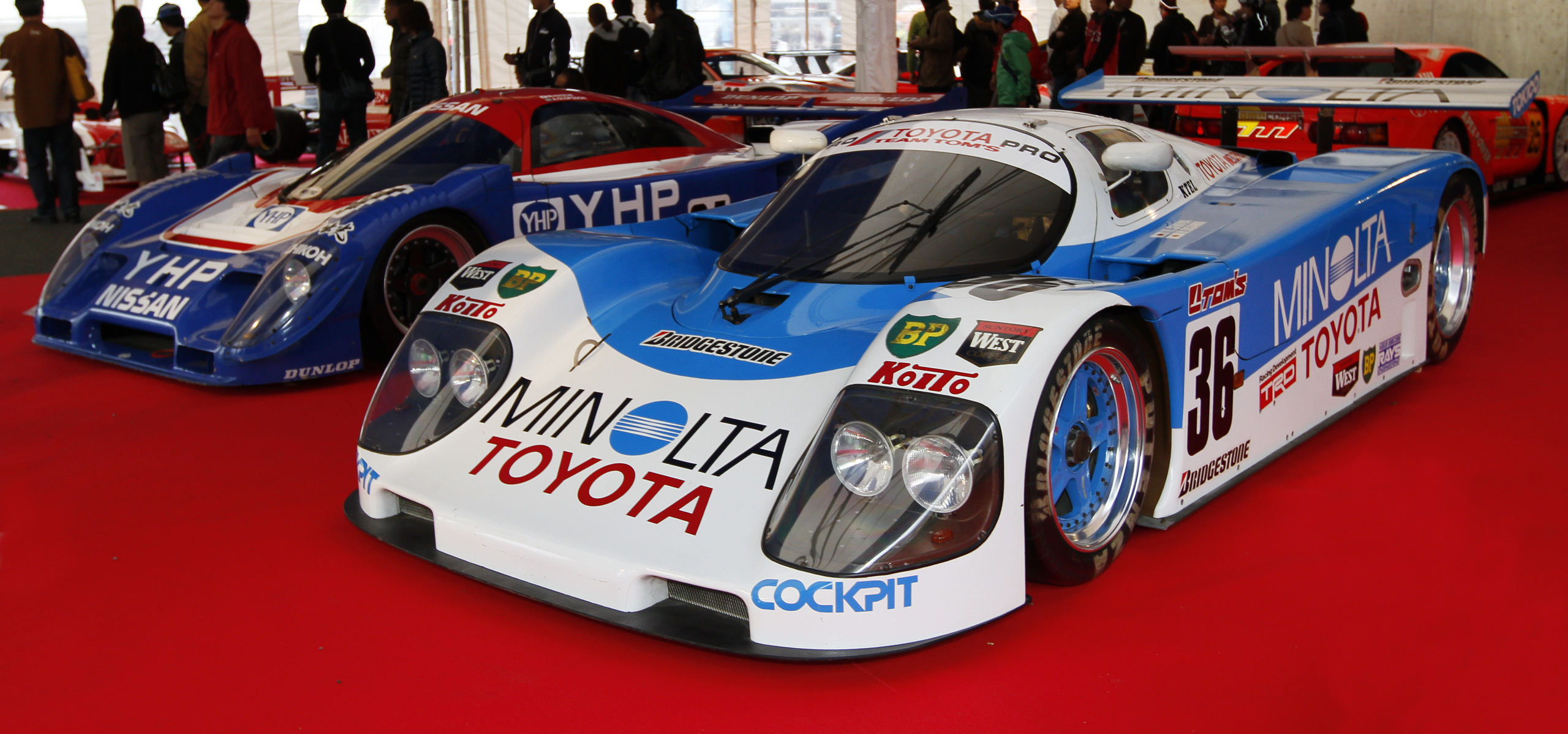
Der viertplatzierte Toyota 90C-V (#36) von Geoff Lees und Hitoshi Ogawa

Das 480-km-Rennen von Suzuka 1990, auch FIA WSPC - Fuji Film Cup, Suzuka Circuit, fand am 8. April auf dem Suzuka International Racing Course statt. Das Rennen war der erste Wertungslauf der Sportwagen-Weltmeisterschaft dieses Jahres.

## Das Rennen
Wie im Jahr davor gewannen die von Sauber gemeldeten Sauber-Mercedes C9 das erste Saisonrennen der Sportwagen-Weltmeisterschaft. Erneut gab es einen Doppelsieg und wieder waren Jean-Louis Schlesser und Mauro Baldi die Gesamtsieger. Zweiter wurde Routinier Jochen Mass, der sich das Cockpit des C9 mit dem jungen Debütanten Karl Wendlinger teilte. Schlesser und Baldi mussten im Ersatz-C9 starten, da der neue Einsatzwagen, der Mercedes-Benz C11, im Training verunfallte.

## Ergebnisse

### Schlussklassement
| 1                  | C1 | 1T | Team Sauber Mercedes             | Jean-Louis Schlesser Mauro Baldi          | Mercedes-Benz C9  | 82 |
| 2                  | C1 | 2  | Team Sauber Mercedes             | Jochen Mass Karl Wendlinger               | Mercedes-Benz C9  | 82 |
| 3                  | C1 | 24 | Nissan Motorsports International | Masahiro Hasemi Anders Olofsson           | Nissan R89C       | 81 |
| 4                  | C1 | 36 | Toyota Team Tom’s                | Geoff Lees Hitoshi Ogawa                  | Toyota 90C-V      | 81 |
| 5                  | C1 | 11 | Porsche Kremer Racing            | Kunimitsu Takahashi Kazuo Mogi            | Porsche 962C      | 80 |
| 6                  | C1 | 15 | Brun Motorsport                  | Oscar Larrauri Harald Huysman             | Porsche 962C      | 80 |
| 7                  | C1 | 17 | Brun Motorsport                  | George Fouché Steven Andskär              | Porsche 962C GTi  | 80 |
| 8                  | C1 | 34 | Equipe Almeras Fréres            | Tiff Needell Derek Bell                   | Porsche 962C      | 80 |
| 9                  | C1 | 19 | Team Davey                       | Eje Elgh Vern Schuppan                    | Porsche 962C      | 79 |
| 10                 | C1 | 39 | Swiss Team Salamin               | Akihiko Nakaya Volker Weidler             | Porsche 962C      | 79 |
| 11                 | C1 | 8  | Joest Porsche Racing             | Jonathan Palmer Henri Pescarolo           | Porsche 962C      | 79 |
| 12                 | C1 | 13 | Courage Compétition              | Pascal Fabre Lionel Robert                | Cougar C24S       | 78 |
| 13                 | C1 | 10 | Porsche Kremer Racing            | Bernd Schneider Hideki Okada              | Porsche 962 CK6   | 77 |
| 14                 | C1 | 12 | Courage Compétition              | Will Hoy Kenji Takahashi                  | Porsche 962C      | 77 |
| 15                 | C1 | 14 | Richard Lloyd Racing             | Manuel Reuter Luis Pérez-Sala             | Porsche 962C GTi  | 77 |
| 16                 | C1 | 9  | Joest Porsche Racing             | Stanley Dickens Louis Krages              | Porsche 962C      | 76 |
| 17                 | C1 | 20 | Team Davey                       | Tim Lee-Davey Alfonso Toledano            | Porsche 962C      | 76 |
| 18                 | C1 | 21 | Spice Engineering                | Bernard Jourdain Eliseo Salazar           | Spice SE90C       | 75 |
| 19                 | C1 | 32 | Konrad Motorsport                | Franz Konrad Jean-Louis Ricci             | Porsche 962C      | 75 |
| 20                 | C1 | 37 | Toyota Team Tom’s                | Aguri Suzuki Johnny Dumfries              | Toyota 90C-V      | 73 |
| 21                 | C1 | 30 | GP Motorsport                    | David Hobbs Philippe de Henning           | Spice SE90C       | 60 |
| Disqualifiziert    |    |    |                                  |                                           |                   |    |
| 22                 | C1 | 27 | Obermaier Primagaz               | Otto Altenbach Jürgen Lässig              | Porsche 962C      | 78 |
| Ausgefallen        |    |    |                                  |                                           |                   |    |
| 23                 | C1 | 38 | Toyota Team Tom’s                | Roland Ratzenberger Pierre-Henri Raphanel | Toyota 90C-V      | 79 |
| 24                 | C1 | 3  | Silk Cut Jaguar                  | Martin Brundle Alain Ferté                | Jaguar XJR-11     | 77 |
| 25                 | C1 | 16 | Brun Motorsport                  | Jesús Pareja Walter Brun                  | Porsche 962C      | 74 |
| 26                 | C1 | 23 | Nissan Motorsports International | Kazuyoshi Hoshino Andrew Gilbert-Scott    | Nissan R90CP      | 65 |
| 27                 | C1 | 25 | Nissan Motorsports International | Takao Wada Kenny Acheson                  | Nissan R89C       | 45 |
| 28                 | C1 | 4  | Silk Cut Jaguar                  | Jan Lammers Andy Wallace                  | Jaguar XJR-11     | 44 |
| 29                 | C1 | 26 | Obermaier Primagaz               | Harald Grohs Jürgen Oppermann             | Porsche 962C      | 39 |
| 30                 | C1 | 35 | Louis Descartes                  | François Migault Louis Descartes          | ALD C289          | 36 |
| 31                 | C1 | 22 | Spice Engineering                | Tim Harvey Bruno Giacomelli               | Spice SE90C       | 28 |
| 32                 | C1 | 7  | Joest Porsche Racing             | Bob Wollek Frank Jelinski                 | Porsche 962C      | 23 |
| 33                 | C1 | 40 | The Berkeley Team London         | Ranieri Randaccio Stefano Sebastiani      | Spice SE89C       | 14 |
| 34                 | C1 | 29 | Chamberlain Engineering          | Tsunehisa Asai Jirō Yoneyama              | British Barn BB90 | 13 |
| Nicht gestartet    |    |    |                                  |                                           |                   |    |
| 35                 | C1 | 1  | Team Sauber Mercedes             | Jean-Louis Schlesser Mauro Baldi          | Mercedes-Benz C11 | 1  |
| Nicht qualifiziert |    |    |                                  |                                           |                   |    |
| 36                 | C1 | 28 | Chamberlain Engineering          | Cor Euser Fermín Vélez                    | Spice SE89C       | 2  |
| 37                 | C1 | 41 | Alba Formula Team                | Gianfranco Brancatelli Marco Brand        | Alba AR20         | 3  |

1 Unfall im Training
2 nach illegalem nachtanken disqualifiziert
3 nicht qualifiziert

### Nur in der Meldeliste
Zu diesem Rennen sind keine weiteren Meldungen bekannt.

### Klassensieger
| Klasse | Fahrer               | Fahrer      | Fahrzeug         | Platzierung im Gesamtklassement |
| ------ | -------------------- | ----------- | ---------------- | ------------------------------- |
| C1     | Jean-Louis Schlesser | Mauro Baldi | Mercedes-Benz C9 | Gesamtsieg                      |

### Renndaten
- Gemeldet: 37
- Gestartet: 34
- Gewertet: 21
- Rennklassen: 1
- Zuschauer: 25000
- Wetter am Renntag: kalt und windig
- Streckenlänge: 5,859 km
- Fahrzeit des Siegerteams: 2:43:45,429 Stunden
- Gesamtrunden des Siegerteams: 82
- Gesamtdistanz des Siegerteams: 480,438 km
- Siegerschnitt: 176,034 km/h
- Pole Position: Geoff Lees – Toyota 90C-V (#36) – 1:48,716 = 194,014 km/h
- Schnellste Rennrunde: Martin Brundle – Jaguar XJR-11 (#3) – 1:53,732 = 185,457 km/h
- Rennserie: 1. Lauf zur Sportwagen-Weltmeisterschaft 1990